# Kanton Conches-en-Ouche
Der Kanton Conches-en-Ouche ist seit 1790 ein französischer Wahlkreis im Arrondissement Évreux, im Département Eure und in der Region Normandie; sein Hauptort ist Conches-en-Ouche.
Der Kanton Conches-en-Ouche ist 302,89 km² groß und hat (2022) 20.940 Einwohner, was einer Bevölkerungsdichte von 69 Einwohnern pro km² entspricht. Er liegt im Mittel 153 Meter über Normalnull, zwischen 76 Meter in La Bonneville-sur-Iton und 192 Meter in Beaubray.

## Gemeinden
Der Kanton besteht aus 29 Gemeinden mit insgesamt 20.940 Einwohnern (Stand: 1. Januar 2022) auf einer Gesamtfläche von 302,89 km²:
| Gemeinde                | Einwohner 1. Januar 2022 | Fläche km² | Dichte Einw./km² | Code INSEE | Postleitzahl |
| ----------------------- | ------------------------ | ---------- | ---------------- | ---------- | ------------ |
| Aulnay-sur-Iton         | 707                      | 1,53       | 462              | 27023      | 27180        |
| Beaubray                | 338                      | 15,43      | 22               | 27047      | 27190        |
| Burey                   | 402                      | 5,40       | 74               | 27120      | 27190        |
| Caugé                   | 817                      | 11,61      | 70               | 27132      | 27180        |
| Champ-Dolent            | 63                       | 2,28       | 28               | 27141      | 27190        |
| Claville                | 1.068                    | 17,66      | 60               | 27161      | 27180        |
| Collandres-Quincarnon   | 254                      | 7,98       | 32               | 27162      | 27190        |
| Conches-en-Ouche        | 4.860                    | 16,72      | 291              | 27165      | 27190        |
| Faverolles-la-Campagne  | 154                      | 4,71       | 33               | 27235      | 27190        |
| Ferrières-Haut-Clocher  | 1.119                    | 11,38      | 98               | 27238      | 27190        |
| Gaudreville-la-Rivière  | 228                      | 6,73       | 34               | 27281      | 27190        |
| Gauville-la-Campagne    | 647                      | 6,15       | 105              | 27282      | 27930        |
| Glisolles               | 851                      | 10,92      | 78               | 27287      | 27190        |
| La Bonneville-sur-Iton  | 2.045                    | 4,00       | 511              | 27082      | 27190        |
| La Croisille            | 409                      | 5,40       | 76               | 27189      | 27190        |
| La Ferrière-sur-Risle   | 201                      | 0,24       | 838              | 27240      | 27760        |
| Le Fidelaire            | 1.016                    | 33,55      | 30               | 27242      | 27190        |
| Les Ventes              | 1.047                    | 20,65      | 51               | 27678      | 27180        |
| Le Val-Doré             | 883                      | 20,17      | 44               | 27447      | 27190        |
| Louversey               | 506                      | 10,73      | 47               | 27374      | 27190        |
| Nagel-Séez-Mesnil       | 334                      | 11,72      | 28               | 27424      | 27190        |
| Nogent-le-Sec           | 429                      | 10,11      | 42               | 27436      | 27190        |
| Ormes                   | 460                      | 14,10      | 33               | 27446      | 27190        |
| Parville                | 288                      | 4,54       | 63               | 27451      | 27180        |
| Portes                  | 260                      | 9,44       | 28               | 27472      | 27190        |
| Saint-Élier             | 404                      | 2,32       | 174              | 27535      | 27190        |
| Sainte-Marthe           | 491                      | 17,50      | 28               | 27568      | 27190        |
| Sébécourt               | 462                      | 14,80      | 31               | 27618      | 27190        |
| Tilleul-Dame-Agnès      | 197                      | 5,12       | 38               | 27640      | 27170        |
| Kanton Conches-en-Ouche | 20.940                   | 302,89     | 69               | 2708       | –            |

Bis zur Neuordnung bestand der Kanton Conches-en-Ouche aus den 25 Gemeinden Beaubray, La Bonneville-sur-Iton, Burey, Champ-Dolent, Collandres-Quincarnon, Conches-en-Ouche, La Croisille, Émanville, Faverolles-la-Campagne, Ferrières-Haut-Clocher, La Ferrière-sur-Risle, Le Fidelaire, Le Fresne, Gaudreville-la-Rivière, Glisolles, Louversey, Le Mesnil-Hardray, Nagel-Séez-Mesnil, Nogent-le-Sec, Ormes, Orvaux, Portes, Saint-Élier, Sainte-Marthe und Sébécourt. Sein Zuschnitt entsprach einer Fläche von 160,51 km2.

## Veränderungen im Gemeindebestand seit der landesweiten Neuordnung der Kantone
2018: Fusion Le Fresne, Le Mesnil-Hardray und Orvaux → Le Val-Doré